# Nightスプラッシュ!
Nightスプラッシュ!（ナイト-!）は、
J:COMかながわセントラル（ケーブルテレビ）にて、2009年9月4日から、2011年3月31日まで放送していたテレビ番組である。

## 概要
前身番組は2008年11月13日～2009年8月4日の間放送していたお笑いコンビ・響と美月あかりがMCを務めていた生放送番組「響のNightスプラッシュ!」。響の2人がレギュラー出演しなくなったのを機に、リニューアルした番組であった。
放送時間は、毎週木曜日の22時からである。ただし放送日は変更になる場合があり。
MCは同じくJ:COMかながわセントラル（現在：J:COMMUNITYかながわセントラル）の朝の番組「モーニングスプラッシュ!」のMCが兼務。終盤はたいがー・りーがMCを務めていた。
番組は、毎週テーマ毎に視聴者からの投稿を基に番組が進行する。なお、インターネットによるブロードバンド配信も行っており、日本全国もしくは、世界で見ることができた。
但し、響の2人が不定期に出演して「響のNightスプラッシュ!」にタイトルが変えて放送する場合もあった。

## 番組内容
視聴者からのテーマ投稿メールをMCが紹介し、トークを進行していく。

番組スタイルは前番組「響のNightスプラッシュ!」を継承している。